# Ephies laosensis
Ephies laosensis là một loài bọ cánh cứng trong họ Cerambycidae.